# 穆羅姆河
穆羅姆河（俄语：Муром），是東歐的河流，位於俄羅斯和烏克蘭，屬於哈爾科夫河的左支流，流經別爾哥羅德州和哈爾科夫州，河道全長35公里，流域面積211平方公里。